# 東華醫院
東華醫院（英語：Tung Wah Hospital，簡稱TWH）位於香港香港島中西區上環普仁街12號，是由醫院管理局管理的公立醫院之一，乃港島西聯網僅次於瑪麗醫院的第二大醫院，同時亦為一間社區醫院，主要服務中西區居民。東華醫院現時除提供服務給來自瑪麗醫院的轉院病人外，更是一間半急症全科醫院。東華醫院是香港開埠以來最歷史悠久的香港三大醫院之一以及東華三院總部，由華人捐款及政府資助興建及營運。東華醫院主樓已被列為一級歷史建築。

## 歷史
香港在1870年代以前並不設有任何公立醫院，當時大部份華人有病時都會前往位於上環的廣福義祠。廣福義祠後來多番遭到居民投訴衞生環境惡劣等多種衞生問題，經過英文報章報導後轟動一時。港英政府於1869年下令封閉該祠。這引起了香港華人對醫療設施缺乏的關注，催生東華醫院的成立。
根據1870年3月26日定例局通過《倡建東華醫院總則》，東華醫院隨即成立。醫院在1870年奠基，1872年落成，成為全香港首間公立醫院。其取名「東華醫院」，用意是「廣東華人醫院」，取代廣福義祠以收納貧苦垂危的患病華人。
早期以中醫中藥療法，贈醫施藥，並且設有大廚房，為留醫病人煎中藥，受華人歡迎。在香港發生鼠疫之後，開始加入西醫藥療法，而本院曾經用作保良局總部，而保良局現已遷往銅鑼灣禮頓道66號現址。1933年重建，主樓於翌年改建完成。在1940年代，中醫門診病人劇增，所以由「贈藥材」改作「贈藥粉」，藥方按編號配藥。
倡建總理
於1870年成立首年的倡建總理：

| - 陳錦波 - 鄧鑑之 - 高楚香 - 楊瓊石 - 陳定之 | - 李玉衡 - 梁鶴巢 - 陳瑞南 - 羅伯常 - 蔡龍之 | - 黃平甫 - 何斐然 - 吳翼雲 |

## 社會背景
東華醫院是香港最早的華人慈善機構，醫院由自願捐獻所支持，並由董事局監管。在東華醫院成立初期，它曾一度是華人社會的權力中心。東華醫院的董事俱為社會上舉足輕重之有名望紳商、華人領袖。當時香港華人之間的紛爭，經常交由東華醫院董事仲裁。大眾亦有透過東華醫院董事向政府反映意見。當時香港政府亦樂意透過東華醫院維持華人的社會秩序。

## 外部連結
- 醫院管理局：東華醫院 （页面存档备份，存于）
- 醫管局：東華醫院 （页面存档备份，存于）